# Lule
El poble lule (els lules) són un poble indígena de l'Argentina, emparentat als huarpes, que viu principalment a la província de Santiago del Estero i Tucumán i a una sola comunitat a Salta d'on eren originaris (habitaven també a la zona avui fronterera de Bolívia i Paraguai), però d'on foren expulsats pel poble wichí. La comunitat lule de Salta porta el nom de Comunidad Las Costas. Queden molt pocs parlants del lule.
La bandera de la nació és marró clar amb una figura simbòlica al centre i les paraules "Pueblo Lule" en majúscules. A la part superior i la inferior, sense tocar a l'extrem, hi ha dos franges blanques amb decoració de rombes vermells. La bandera s'utilitza també en algunes comunitats sense aquestes dues franges.